# Cucciago
Cucciago (Cusciagh in dialetto brianzolo, AFI: /kyˈʃaːk/) è un comune italiano di 3 392 abitanti della provincia di Como in Lombardia.
Sul territorio comunale è sito il Palasport Pianella, costruito nel 1974 e che ha ospitato fino al 2016 le gare interne della Pallacanestro Cantù.

## Geografia fisica
Cucciago si sviluppa su una collina dalla forma allungata sull'asse nord/sud, caratterizzata da un versante ripido e boscoso verso la valle dei torrenti Seveso e dell’Acquanegra e, al contrario, da un versante più dolce e coperto da prati e campi sul lato degradante verso Cantù.
Sotto il profilo geologico, la zona è caratterizzata da un complesso morenico di argille limo-sabbiose dello spessore di 50-60 metri, in cui si osserva l'alternanza di orizzonti misti a ciottoli e ghiaie. Sulla sommità della collina, ove la copertura del mantello argilloso è importante, la fertilità è scarsa. Laddove il mantello è scarso si sviluppano invece boschi e brughiere.

## Origini del nome
Il nome è attestato nel medioevo come Cutiacum. Una fantasiosa etimologia popolare vuole che il nome derivi dal dialettale "scusciagatt". In centro è infatti presente una mattonella in cui sono incisi due gatti. Gli abitanti dei comuni vicini avrebbero chiamato i cucciaghesi "scusciagatt" (schiacciagatti). In realtà Cucciago (Cusciagh) è la normale evoluzione di Cutiacum e se mai è esistito un nome cusciagatt (di cui non si ha traccia in alcuna fonte scritta) si tratterebbe di una normale derivazione dal toponimo tramite il comune suffisso derivativo dialettale -att, mentre è impensabile una "retroformazione" del toponimo a partire dal nome degli abitanti.

## Storia
All'età del bronzo risalgono alcuni reperti rinvenuti sul territorio.
Nel V sec. a.C., ai tempi delle invasioni celtiche, si hanno i primi insediamenti umani a Cucciago.
Successivamente la presenza dei Romani è provata dai ritrovamenti di un frammento d'anfora in località Montina e di un frammento di statua romana in zona Ronchi. Inoltre la testimonianza di due toponimi Vallis Martia oggi via Cantù e In via lata l'attuale Cascina Inviolata confermano il loro insediamento.
Più tardi si hanno testimonianze di civiltà longobarda e poi franca, che trasformano le terre di Cucciago in un feudo affidato a piccoli Vassalli di nobiltà minore.
Siamo nell'XI secolo e la famiglia degli Alciati, da cui nacque sant'Arialdo, appartiene a questa nobiltà ed è feudataria di Cucciago in qualità di Valvassore. Accanto al castello degli Alciati, vi sono le case dei contadini e la chiesa di San Vincenzo, mentre più distante è posta la chiesa dei Santi Gervaso e Protaso occupata da benedettini legati all'abbazia di Fruttuaria presso Ivrea.
Nel XIV e XV secolo Cucciago viveva di un'economia esclusivamente agricola, i contadini lavoravano le terre della Valmarcia, della Busciana e del Calconago.
Nel 1700 Cucciago è già comune e con la rivoluzione francese scompaiono i nobili e la grande borghesia del milanese e del comasco acquista le antiche proprietà laiche ed ecclesiastiche di Cucciago.
Nel XVIII secolo, nella vallata del Seveso si contavano quindici mulini dove si producevano olio e farina.
Nel XIX secolo nascono le prime filande e le botteghe per la lavorazione del legno ed il paese passa da economia agricola ad economia artigianale.

### Simboli
Lo stemma di Cucciago riprende, con piccole variazioni, il blasone della famiglia Alciati, feudatari del paese. Venne approvato con delibera del consiglio comunale il 5 ottobre 1984 e concesso con decreto del presidente della Repubblica del 31 maggio 1985.
Il gonfalone è un drappo rettangolare troncato di rosso e di bianco.

## Monumenti e luoghi d'interesse

### Architetture religiose
Chiesa parrocchiale dei Santi Gervaso e Protaso
Costruita probabilmente sulle macerie di una precedente chiesa eretta da sant'Arialdo e distrutta dai suoi nemici, la chiesa dei Santi Gervaso e protaso fu elevata a parrocchiale nel 1582. All'esterno, la chiesa si presenta con una facciata dotata di alcuni elementi dell'originale paramento murario, così come una vetrata fortemente strombata. Internamente, la chiesa conserva affreschi e, nelle absidi, vetrate dell'artista Ravanelli, oltre a un altare e un battistero con pannelli smaltati realizzati dallo scultore Romano Rui. Di Luigi Martinotti sono invece gli smalti della Via Crucis. Le balaustre in terracotta sono dei fratelli Rossi, mentre i rami sbalzati sono opere realizzate da Angelo Primo Perini.
Chiesetta di San Vincenzo
La presenza di un campanile dalle bifore romaniche testimoniano l'esistenza della chiesa medioevale di San Vincenzo, completamente cancellata e fusa all'interno di edifici settecenteschi sovrapposti. Il campanile stesso è databile al XII secolo. Un'attenta ricerca nelle murature scrostate e lo studio dei documenti all'Archivio Arcivescovile della diocesi di Milano hanno permesso di mettere in evidenza la volumetria della costruzione antica. La ricostruzione dell'abside antica ha dato l'opportunità di scoprire frammenti di affreschi risalenti al 1000, contemporanei agli affreschi della Basilica di Galliano a Cantù e che testimoniano le antiche origini della chiesa, già attestata nel XIII secolo nel Liber Sanctorum di Goffredo da Bussero.
Santuario "Madonna della Neve"
Ultimato nel 1863 sotto la direzione dell'architetto Giacomo Moraglia di Milano (che nel 1857 curò particolarmente la facciata), venne iniziato nel 1733 e costruito su una chiesa preesistente, la quale faceva parte di un convento benedettino andato in decadenza a partire dal XV secolo. Della precedente chiesetta, anticamente dedicata a san Vincenzo, sopravvive ancora un piccolo campanile. Durante il XVII secolo altri lavori di ampliamento sono resi necessari dal crescente numero di pellegrini perciò viene realizzata una nuova abside a sud. L'edificio, a pianta quadrata con angoli smussati e abside semicircolare, si presenta con una facciata dotata di zoccolo di granito, su cui si innestano quattro lesene e due nicchie per le statue, e di un portale con architrave sormontato da grande lunetta. Internamente, la cupola centrale è avvolta da otto pilastri che delimitano un deambulatorio. All'interno della chiesa viene adorata la sacra immagine della Madonna della Neve, affresco del tardo quattrocento, raffigurante la Vergine con il Bambino in trono tra sant'Antonio e sant'Agata.

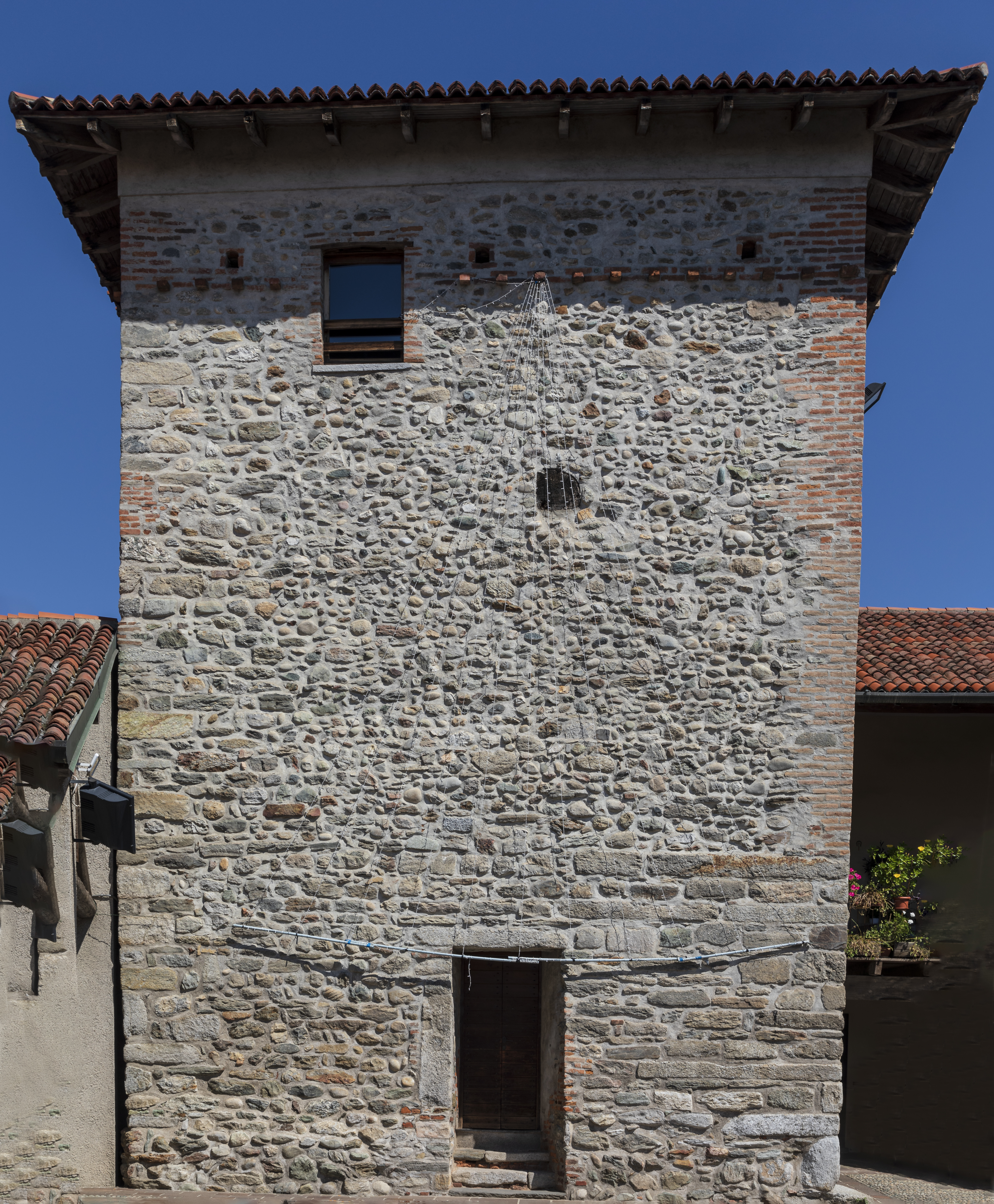
Torre Alciati

### Architetture civili
- La Torre Alciati, casa natale di Sant'Arialdo, è l'unica testimonianza del castello citato nel 1147 da una pergamena dell'archivio di Stato di Torino[16]. Residenza della famiglia degli Alciati, il cui stemma campeggia sull'ingresso, la Torre è ora di proprietà del Comune di Cucciago, che ha restaurata tra il 1980 e il 1985[16][17]. È in una posizione strategica del paese, precisamente in Corte Castello, che assieme ai Cortili Stellazzo e Pedroni forma il nucleo attorno cui si sviluppa il centro storico[16]. Alta una decina di metri e costruita con grandi blocchi di serizzo locale accostati gli uni agli altri con poca malta, la torre è di forma quadrata[16][17].
- Palasport Pianella

## Feste religiose
- 5 agosto "Madonna della Neve" - Patrona di Cucciago. Tradizionale processione Mariana. Mercatini, spettacoli musicali e fuochi d'artificio.
- 27 giugno "S. Arialdo"

## Manifestazioni
- Giubiana - " Rogo della Giubiana " ultimo giovedì di gennaio in Corte Castello
- Festa della birra - " In Birra Veritas " mese di luglio in Corte Castello
- Festa politica - " Festa di Settembre" c/o sei/sesti di Via Spinada
- Castagnata - mese di novembre in Corte Castello

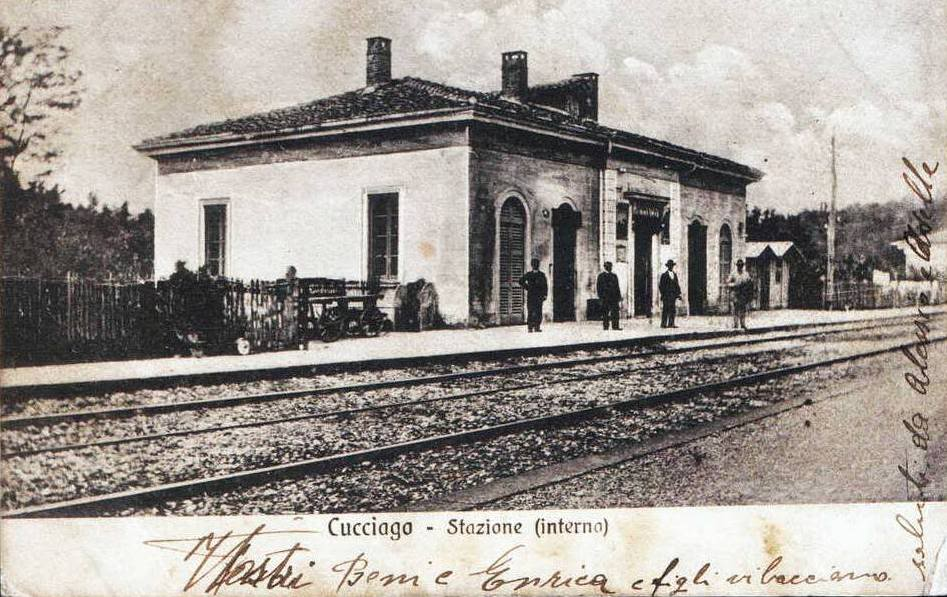
Foto d'epoca della stazione

## Infrastrutture e trasporti
- Stazione di Cucciago servita da Trenord, posta sulla linea Milano-Como-Chiasso.
- Servizio Bus gestito da ASF Autolinee. (C85 Fino Mornasco-Cantù)

## Società

### Evoluzione demografica
- 450 nel 1751
- 536 nel 1771
- 689 nel 1805
- annessione a Cantù nel 1809
- 862 nel 1853

Abitanti censiti

## Amministrazione
| Periodo | Periodo   | Primo cittadino | Partito                                 | Carica  | Note   |
| ------- | --------- | --------------- | --------------------------------------- | ------- | ------ |
| 2014    | 2019      | Claudio Meroni  | lista civica Alleanza Popolare Cucciago | Sindaco | [ 19 ] |
| 2019    | 2024      | Claudio Meroni  | lista civica Alleanza Popolare Cucciago | Sindaco | [ 19 ] |
| 2024    | in carica | Enrico Molteni  | lista civica Alleanza Popolare Cucciago | Sindaco | [ 19 ] |

### Esplicative
1. ↑  ortografia classica

### Bibliografiche
1. 1 2   Bilancio demografico mensile anno 2025 (dati provvisori), su demo.istat.it, ISTAT.
2. ↑   Classificazione sismica (XLS), su rischi.protezionecivile.gov.it.
3. ↑   Tabella dei gradi/giorno dei Comuni italiani raggruppati per Regione e Provincia (PDF), in Legge 26 agosto 1993, n. 412, allegato A, Agenzia nazionale per le nuove tecnologie, l'energia e lo sviluppo economico sostenibile, 1º marzo 2011,  p. 151. URL consultato il 25 aprile 2012 (archiviato dall'url originale il 1º gennaio 2017).
4. ↑   AA. VV., Dizionario di toponomastica. Storia e significato dei nomi geografici italiani., Milano, Garzanti, 1996,  p. 241, ISBN 88-11-30500-4.
5. 1 2 3 4 5 6 7 8 9 10 11   Comune di Cucciago, su comune.cucciago.co.it. URL consultato il 27 aprile 2020.
6. 1 2 3  Borghese, pp. 194-195.
7. ↑  Stemma della famiglia Alciati di Milano: Partito: il 1° d'argento, al castello di rosso, aperto del campo e torricellato di due pezzi, ciascuna torricella finestrata del campo e merlata di due pezzi alla ghibellina, sormontato da un'aquila di nero, linguata di rosso e coronata d'oro, coi piedi sostenuti dalle due torricelle; il 2° fasciato d'argento e di rosso (in Matteo Turconi Sormani, Le grandi famiglie di Milano, Roma, Newton Compton Editori, 2015).
8. ↑   Teatro genealogico delle famiglie nobili milanesi, parte 2,  p. 15.
9. ↑   Cucciago, su Stemmi dei Comuni della Provincia di Como. URL consultato il 23 ottobre 2022.
10. ↑   Cucciago, decreto 1985-05-31 DPR, concessione di stemma e gonfalone, su Archivio Centrale dello Stato. URL consultato il 23 ottobre 2022.
11. 1 2 3   Campanile della Chiesa di S. Vincenzo (ex), Via Carducci - Cucciago (CO) – Architetture – Lombardia Beni Culturali, su lombardiabeniculturali.it. URL consultato il 19 aprile 2020.
12. 1 2 3 4 5 6 7 8   Comune di Cucciago, su comune.cucciago.co.it. URL consultato il 19 aprile 2020.
13. ↑   Chiesa dei SS. Gervaso e Protaso - complesso, Via Umberto I, 4 - Cucciago (CO) – Architetture – Lombardia Beni Culturali, su lombardiabeniculturali.it. URL consultato il 19 aprile 2020.
14. ↑   Santuario della Madonna della Neve, Via Carducci - Cucciago (CO) – Architetture – Lombardia Beni Culturali, su lombardiabeniculturali.it. URL consultato il 19 aprile 2020.
15. 1 2  TCI, Guida d'Italia [...], p. 288.
16. 1 2 3 4   Comune di Cucciago, su comune.cucciago.co.it. URL consultato il 17 aprile 2020.
17. 1 2   Torre degli Alciati, Cucciago (CO) – Architetture – Lombardia Beni Culturali, su lombardiabeniculturali.it. URL consultato il 19 aprile 2020.
18. ↑  Dati tratti da:
  -  Popolazione residente dei comuni. Censimenti dal 1861 al 1991 (PDF), su ebiblio.istat.it, ISTAT.
  -  Popolazione residente per territorio – serie storica, su esploradati.censimentopopolazione.istat.it.
Nota bene: il dato del 2021 si riferisce al dato del censimento permanente al 31 dicembre di quell'anno.
19. 1 2 3   Anagrafe degli amministratori locali e regionali, su amministratori.interno.gov.it. URL consultato il 13 maggio 2023.